# Шабельники (Кобелякский район)
Шабельники (укр. Шабельники) — село,
Кировский сельский совет,
Кобелякский район,
Полтавская область,
Украина.
Код КОАТУУ — 5321883206. Население по переписи 2001 года составляло 4 человека.

## Географическое положение
Село Шабельники находится в 2-х км от правого берега реки Ворскла,
в 1,5 км от села Перегоновка.